# Poliembrionia

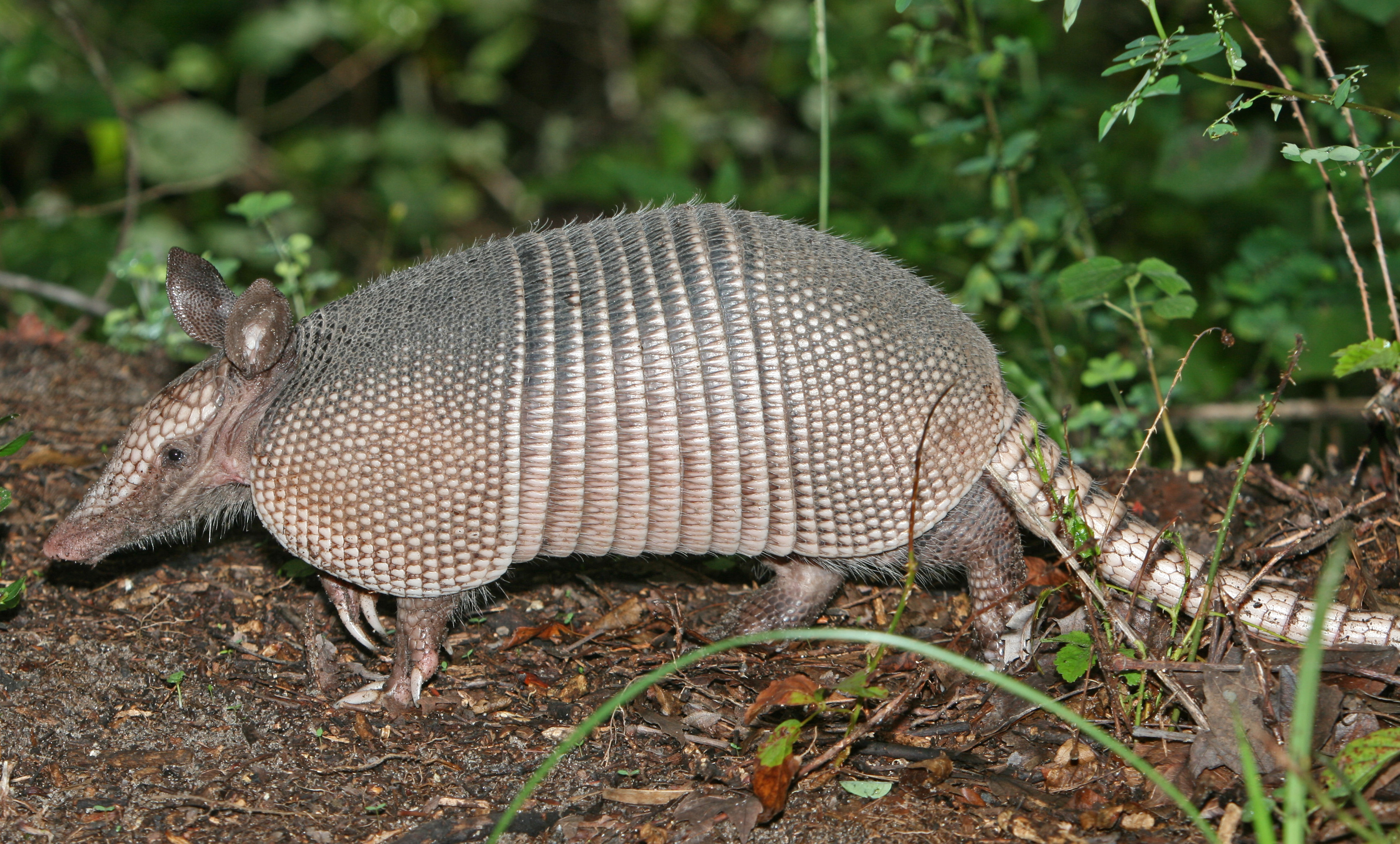
L'armadillo (Dasypodidae), presenta poliembrionia.

La poliembrionia és una modalitat de reproducció asexual en el que un embrió es divideix i es desenvolupa independentment. Cada ventrada és d'un sol sexe, ja que procedeix d'un sol ovòcit i un sol espermatozoide. En el cas de l'espècie humana hi ha poliembrionia quan un zigot es divideix en dos i cada un origina un individu (bessons univitel·lins).
La poliembrionia és més ben coneguda entre els insectes paràsits dels ordres Hymenoptera, de les famílies Encyrtidae, Dryinidae, Platygasteridae i Braconidae. El terme també s'utilitza en botànica per descriure el fenomen que succeeix quan dues plantes germinen i surten d'una llavor.